# 札幌国税局
札幌国税局（さっぽろこくぜいきょく）は、北海道札幌市中央区にある国税庁の地方支分部局で、北海道全域を管轄している。

## 組織
- 局長
  - 総務部
    - 総務課、人事第一課、人事第二課、会計課、企画課、厚生課、事務管理課、税務相談室、国税広報広聴室、税理士監理官、営繕監理官

  - 課税第一部
    - 課税総括課、個人課税課、資産課税課、資料調査課、審理官、資産評価官、国税訟務官

  - 課税第二部
    - 法人課税課、消費税課、資料調査課、酒税課、鑑定官室、酒類業調整官

  - 徴収部
    - 管理運営課、徴収課、特別国税徴収官、統括国税徴収官、国税訟務官

  - 調査査察部
    - 調査管理課、特別国税調査官、統括国税調査官、査察管理課、特別国税査察官、統括国税査察官
- 税務署（30署）

### 歴代札幌国税局長
札幌国税局長は東京国税局長と大阪国税局長以外の国税局長（仙台、関東信越、名古屋、金沢、広島、高松、福岡、熊本）とともに政令で規定される指定職2号の役職である。財務省主税局参事官、財務省外局である国税庁部長（課税、徴収、調査査察）、税務大学校副校長と同様である。
| 氏名                | 出身校                                 | 在任期間   | 前職                                               | 後職等                                                   |
| ------------------- | -------------------------------------- | ---------- | -------------------------------------------------- | -------------------------------------------------------- |
| 市田 浩恩           | 東北大学 法                            | 2017年7月- | 国税庁課税部課税総括課長                           | 税務大学校副校長                                         |
| 片桐 聡             | 東京大学 法                            | 2018年7月- | 財務省大臣官房政策金融課長 兼 大臣官房信用機構課長 | 会計検査院事務総長官房審議官                             |
| 灘野 正規           |                                        | 2019年7月- | 国税庁長官官房首席監察官                           |                                                          |
| 猪野 茂             | 明治大学 法 ハーバード大学ロースクール | 2020年7月- | 国税庁課税課個人課税課長                           | 亜細亜大学 経済学部経済学科 教授 (特任教授)              |
| 中田 悟             | 一橋大学 経                            | 2021年7月- | 名古屋国税不服審判所長（首席国税審判官）           | 大臣官房地域経済特別分析官兼財務総合政策研究所特別研究官 |
| 上良（こうろ） 睦彦 |                                        | 2022年7月- | 国税庁課税部課税総括課長                           |                                                          |

#### 歴代札幌国税局総務部長
| 氏名      | 在任期間   | 前職                                                     | 後職                                   |
| --------- | ---------- | -------------------------------------------------------- | -------------------------------------- |
| 森下 幹夫 | 2017年7月- | 名古屋国税局課税第一部長                                 | 国税庁長官官房主任税務相談官           |
| 小坂井 博 | 2018年7月- | 高松国税局総務部長                                       | 新潟大学経済学部経営学科教授           |
| 渡邊 秀雄 | 2019年7月- | 国税庁課税部課税総括課課税企画官 兼 軽減税率制度対応室長 | 国税庁課税部資産評価企画官             |
| 秋元 秀仁 | 2020年7月- | 国税庁長官官房総務課監督評価官室長                       | 高松国税局長 兼 税務大学校高松研修所長 |
| 山本 学   | 2021年7月- | 大阪国税局課税第一部長                                   |                                        |

##### 職員
主要幹部ポストは中央省庁の官僚が占める。ただし、「税務の職場は、努力次第で昇進の道が開けます。また、財務省・国税庁への出向の機会もあります。」とし、他の国税局と同様、人事交流として、優秀な職員を選抜して主に東京へ出向・昇進させている。税務職員採用試験は高等学校学習指導要領においてあらかじめ簿記会計学の修得をしている商業高等学校卒業者等を採用している。国税専門官採用実績大学としては、国立大学は旧帝国大学等、私立大学は早慶（大蔵国税三田会）等となっている。

## 管内税務署

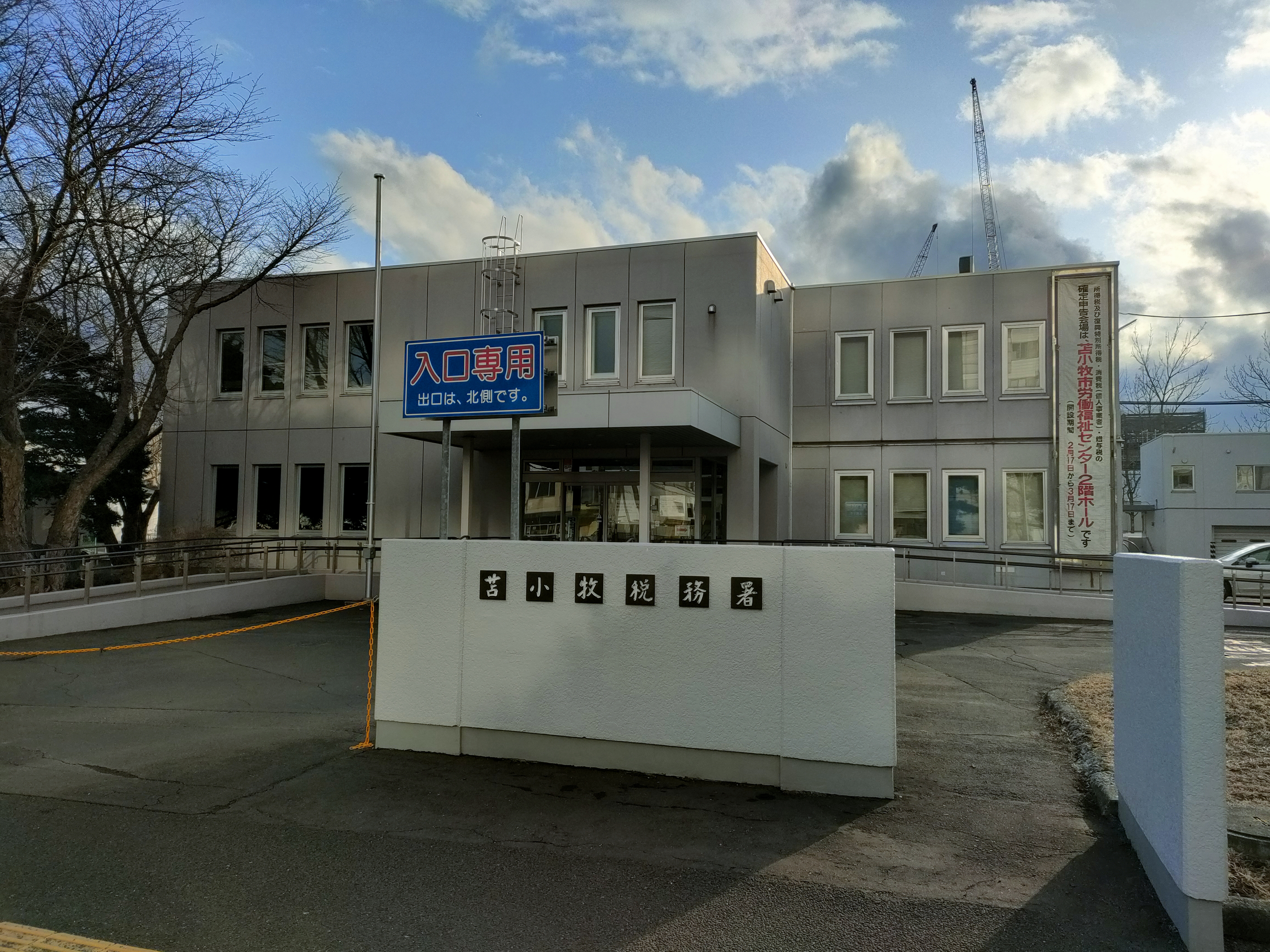
苫小牧税務署（2025年3月）

- 札幌中税務署（札幌市中央区）
- 札幌北税務署（札幌市北区）
- 札幌南税務署（札幌市豊平区）
- 札幌西税務署（札幌市西区）
- 札幌東税務署（札幌市厚別区）
- 函館税務署（函館市）
- 小樽税務署（小樽市）
- 旭川中税務署（旭川市）
- 旭川東税務署（旭川市）
- 室蘭税務署（室蘭市）
- 釧路税務署（釧路市）
- 帯広税務署（帯広市）
- 北見税務署（北見市）
- 岩見沢税務署（岩見沢市）
- 網走税務署（網走市）
- 留萌税務署（留萌市）
- 苫小牧税務署（苫小牧市）
- 稚内税務署（稚内市）
- 紋別税務署（紋別市）
- 名寄税務署（名寄市）
- 根室税務署（根室市）
- 滝川税務署（滝川市）
- 深川税務署（深川市）
- 富良野税務署（富良野市）
- 八雲税務署（二海郡八雲町）
- 江差税務署（檜山郡江差町）
- 倶知安税務署（虻田郡倶知安町）
- 余市税務署（余市郡余市町）
- 浦河税務署（浦河郡浦河町）
- 十勝池田税務署（中川郡池田町）

## 社会との関わり

### 租税教育
- 租税教育の一環として商業高等学校生徒向けに租税教室や職場体験（インターンシップ）等を行っている。